# 張明達 (清朝)
張明達，奉天府沈阳正蓝旗人，清朝政治人物。监生出身。
康熙十七年（1678年），擔任清朝廣州府新安縣知縣。后由安定枚接任。